# Everion interrupta
Everion interrupta är en amarantväxtart som beskrevs av Constantine Samuel Rafinesque. Everion interrupta ingår i släktet Everion och familjen amarantväxter. Inga underarter finns listade i Catalogue of Life.